# Эверт, Алексей Ермолаевич
Алексе́й Ермола́евич Э́верт (20 февраля [4 марта] 1857, Москва — 12 ноября 1918, Можайск) — русский военачальник, генерал от инфантерии, главнокомандующий армиями Западного фронта (1915—1917).

## Биография
Происходил из дворян Московской губернии, сын коллежского асессора и кавалера Ермолая Ивановича Эверта (?—1869). Газета «Новое время» в биографической справке в номере от 23.8. 1915 сообщала, что он родился 10 (22) февраля 1857 года. Затем, в 1970-х годах, «Большая советская энциклопедия» указала датой рождения 20 февраля (4 марта) 1857 года.
Окончил 1-ю Московскую военную гимназию (1874) и Александровское военное училище по 1-му разряду (1876), откуда выпущен был подпоручиком с зачислением по армейской пехоте и с прикомандированием к лейб-гвардии Волынскому полку. В следующем году он был переведён в полк прапорщиком, а 30 августа 1877 года произведён в подпоручики. Участвовал в русско-турецкой войне 1877—1878.
В 1882 году окончил Николаевскую академию Генерального штаба и за отличные успехи в науках был произведен в штабс-капитаны; 24 ноября 1882 года переведён в Генеральный штаб с назначением старшим адъютантом штаба 3-й пехотной дивизии. С 28 марта 1886 года состоял для поручений при штабе Варшавского военного округа; 13 апреля 1886 года произведён в подполковники с утверждением в должности штаб-офицера, с 22 ноября 1886 — старший адъютант штаба Варшавского военного округа. В 1889—1890 годах отбывал цензовое командование батальоном в 40-м пехотном Колыванском полку. С 12 декабря 1888 штаб-офицер для особых поручений при командующем войсками Варшавского военного округа; 30 августа 1891 года произведён в полковники.
С 23 января 1893 года был назначен начальником штаба 10-й пехотной дивизии, а 6 октября 1899 года — командиром 130-го пехотного Херсонского полка; 24 декабря 1900 года произведён в генерал-майоры за отличие по службе, с назначением начальником штаба 11-го армейского корпуса; 9 апреля 1901 года назначен начальником штаба 14-го армейского корпуса, а 11 октября 1903 года — начальником штаба 5-го армейского корпуса.
Участник русско-японской войны. С 28 октября 1904 — генерал-квартирмейстер полевого штаба Главнокомандующего всеми сухопутными и морскими силами, действующими против Японии. С 24 марта 1905 года произведен в генерал-лейтенанты, назначен начальником полевого штаба 1-й Манчжурской армии. За боевое отличие награждён Золотым оружием (18.06.1906). С 18 апреля 1906 — начальник Главного штаба. С 21 мая 1908 — командир 13-го армейского корпуса. Генерал от инфантерии (10.04.1911). С 19 июня 1912 — командующий войсками Иркутского военного округа и войсковой наказной атаман Забайкальского казачьего войска.

### Первая мировая война
В связи с подготовкой к Первой мировой войне Эверт был вызван в Петербург и принят 20 июля 1914 года Государем в Царском Селе. С 11 августа 1914 года назначен командующий 10-й армией, которой предстояло наступать на Берлин. 14 августа в составе 4-й армии принял участие в тяжелых боях за Люблин. С 22 августа 1914 командующий 4-й армией (фактически с 12 августа 1914). Под его командованием армия участвовала в Галицийской битве и Варшавско-Ивангородской операции. Её действия имели ключевое значения для победы в последней. Его армия участвовала в Ченстохово-Краковской операции.
При идеальной ситуации для нанесения главного удара  Западным Фронтом при численном преимуществе в живой силе, и в артиллерии,не была проведена не только отвлекающая операция Северного фронта, но и не был нанесён главный удар Западным фронтом. Нанесение главного удара Ставка планировала на 10-11 июня, Командующий Западным фронтом генерал А.В. Эверт Не выполнил приказ Ставки и не дал войскам приказ к наступлению. На военном совещании Ставки в Могилѐве 14 апреля 1916 года и генерал А.В. Эверт, и генерал А.Н. Куропаткин высказались против наступательных операций. Объяснив свою позицию тем, что они не считали возможным прорыв линий обороны противника.И хотя Ставка утвердила план летней наступательной операции и создала всѐ необходимое для еѐ успешного завершения в направлении главного удара, но ни Северный фронт под командованием генерала А.Н. Куропаткина, ни Западный фронт под командованием генерала А.В. Эверта ни к каким активным действиям, согласно плану Ставки, не перешли. Чем план Ставки был подорван. Если бы произошло наступление Западного фронта (А.Е.Эверт), согласно плану Ставки, после начала отвлекающих манѐвров Юго-Западного и Северного фронтов, Первая Мировая Война 1914-1918 года закончилась бы в 1916 году. И закончилась бы полным разгромом войск Германии, Австро-Венгрии и их союзников русскими войсками.
В июне 1915 года армия Эверта в ходе Таневской операции нанесла эффективный фланговый контрудар. Руководил действиями армии в ходе Люблин-Холмского сражения в июле 1915 г.
С 20 августа 1915 — главнокомандующий армиями Западного фронта. За бои в мае 1915 под Опатовом и в июне 1915 под Люблином, а также за проведение в сентябре 1915 манёвра, предотвратившего прорыв австро-германцев между Двинском и Сморгонью на завершающем этапе «Великого отступления» Эверт был награждён орденом Святого Георгия 3-й степени (ВП 08.10.1915).
В ходе Виленской операции в августе - сентябре 1915 года только благодаря компетентному оперативному руководству А. Е. Эверта удалось выправить положение.
6 сентября 1915 Государем Императором всемилостивейше предоставлено Эверту звание почетного старика Боргойской и Гыгетуйской станиц Забайкальского казачьего войска, а 11 января 1916 получил звание почетного старика Верхнеудинской станицы Забайкальского казачьего войска. 23 декабря 1915 года пожалован в генерал-адъютанты.
В ноябре 1915 года предоставил начальнику штаба Верховного Главнокомандующего генералу М. В. Алексееву свои «Соображения по выработке плана предстоящих действий», где предлагал начать кампанию 1916 года мощным ударом Западного фронта в направлении Молодечно — Вильно при одновременном нанесении всеми остальными фронтами вспомогательных ударов. Однако Алексеев не проявил интереса к его соображениям, затем с большим опозданием поручил проведение наступления Западному фронту Эверта но при содействии одного только Северного фронта генерала А. Н. Куропаткина. Впрочем, и такое взаимодействие Ставка не организовала, Куропаткин от перехода в наступление фактически уклонился и в итоге случилось именно то, чего Эверт призывал избежать — глубокая наступательная задача решалась силами одного фронта при бездействии всех остальных, что позволило противнику легко отразить русское наступление.

В марте-апреле 1916 года руководил неудачными действиями Западного фронта при попытке прорвать немецкую линию обороны возле озера Нарочь. Французский профессор-славист Жюль Легра (1866—1939), прибывший в Россию в феврале 1916 года по заданию отдела службы военной пропаганды при втором отделе генштаба Военного министерства Франции, в своих мемуарах негативно оценивает действия А. Е. Эверта:
«… Постоянные приказы и контрприказы накануне атаки; непрерывные колебания о группировании войсковых частей, вмешательство в ход операции, например, за два дня до наступления поменяли подразделение, которое знало участок, на другое, которое никогда не видело его. Наконец, после неудач, оскорбительные упреки адресовали командующему и генералам, которые ему [Эверту] подчинялись. Изучив эти документы, я ощутил огромную печаль: бездарность генерала Эверта проявилась здесь в этих напыщенных и пустых фразах; его нерешительность, подчеркнутая бесчисленными контрприказами; его непонимание действительности, рассредоточенное в указаниях, когда каждый человек, знавший окопы и материальные средства, которыми располагали немцы, осознавал неосуществимость этой операции».
Согласно директиве русской Ставки Верховного главнокомандующего от 24 апреля 1916 года, А. Е. Эверт должен был обеспечить наступление на участке вверенного ему Западного фронта. Однако, в нарушение директивы и при согласии Верховного главнокомандующего Николая II, после начала Брусиловского прорыва на соседнем Юго-Западном фронте, неоднократно переносил сроки наступления и в итоге ограничился Барановичской операцией, в результате которой потери русской армии составили 80 000 человек против 13 000 человек потерь противника, из которых 4 000 — пленные.
Главнокомандующий Юго-Западным фронтом генерал А. А. Брусилов дал следующие оценки действиям А. Е. Эверта.
Атака на Барановичи состоялась, но, как это нетрудно было предвидеть, войска понесли громадные потери при полной неудаче, и на этом закончилась боевая деятельность Западного фронта по содействию моему наступлению.
Западный фронт главного удара так и не нанес.
Вся Россия ликовала, имена Эверта и, в особенности, Куропаткина осуждались, а Эверта к тому же зачислили в разряд изменников.
Аналогичные оценки имеются в энциклопедических источниках.
Отсутствие у Эверта таланта военачальника и его крайняя нерешительность особенно выявились во время наступления фронта летом 1916 на виленском направлении и в районе Барановичей.
С авг. 1915 до марта 1917 командовал войсками Зап. фронта, но на этом посту не проявил полководческого таланта и решительности. Особенно это выявилось летом 1916, когда Эверт сорвал нанесение гл. удара на Виленском направлении во время летнего наступления 1916, а затем провалил наступление в р-не Барановичей.
4 января 1917 последовало высочайшее соизволение от императора на принятие и ношение иностранных орденов: Английский орден Бани 2-й ст., Французский военный крест, Французский офицерский большой крест ордена Почетного Легиона, Английские ордена Святого Михаила и Георгия 1-й ст. с цепью.
При планировании кампании 1917 года, Эверт предложил нанести удар на Виленском направлении силами 46 дивизий. Решительно выступил против плана кампании 1917, разработанного генералами В. И. Гурко и А. С. Лукомским. По новому плану генерала М. В. Алексеева на армии фронта возложена задача нанесения вспомогательного удара силами 10-й армии.

### Февральская революция
Когда 2 марта 1917 генерал М. В. Алексеев предложил главнокомандующим фронтами обратиться к императору Николаю II с «верноподданнейшей просьбой» об отречении, Эверт ответил, что своё заключение даст лишь после того, как выскажутся генералы Н. В. Рузский и А. А. Брусилов. Узнав их ответы, Эверт направил Николаю II телеграмму, в которой, ссылаясь на то, что на армию «в настоящем ее составе… рассчитывать нельзя», писал, что «не находя иного исхода, безгранично преданный Вашему Величеству верноподданный умоляет Ваше Величество, во имя спасения Родины и Династии, принять решение…, как единственно видимо способное прекратить революцию и спасти Россию от ужасов анархии».
Согласно воспоминаниям А. А. Шихлинского, после Февральской революции в Минск прибыл член Государственной думы Щепкин, которого прислал новый военный министр Гучков. Щепкин предложил генералу Эверту подать в отставку. Эверт это исполнил, и на его место был назначен генерал Гурко. 11 марта 1917 А. Е. Эверт снят с поста главнокомандующего фронтом, 22 марта уволен от службы с мундиром и пенсией.

В 1918 году Эверт написал в мемуарах:
«Какое легкомыслие!.. Как я мог думать и рассчитывать, что, потеряв монархию и оставив Россию в руках Родзянко и его присных, я смогу продолжать войну с немцами, а не лишусь в самый короткий срок и всей своей армии, которая под влиянием событий в тылу обратится в дезорганизованную массу, толпу, совершенно неспособный сброд! Надо было оголить хотя бы фронт, но идти во главе верных частей на Петроград, чтобы защитить Государя и восстановить нарушенный порядок. Я, как и другие главнокомандующие, предал Царя и за это злодеяние все мы должны заплатить своею жизнью…».

### Последние годы. Смерть
Жил в Смоленске. В феврале 1918, после начала наступления германской армии, переехал в Москву. Арестован органами ВЧК 14 февраля 1918. До конца апреля 1918 содержался в Таганской тюрьме, после чего был освобожден хлопотами жены. Уехал в Верею.
После убийства Урицкого и объявления красного террора 20 сентября 1918 года был вновь арестован ВЧК. Содержался в Можайске. Убит 12 ноября 1918 года «при попытке к бегству» (согласно воспоминаниям Н. И. Эверт, был убит конвоирами при этапировании в Москву по пути из тюрьмы на вокзал в г. Можайске). Похоронен там же, на Успенском (Никольском) кладбище. Могила не сохранилась.

## Семья
Генерал Эверт был женат на Надежде Игнатьевне (дочери генерал-лейтенанта И. Н. Познанского). У него было семеро детей: Игнатий (11 января.1891 г.р., расстрелян в 1938), Борис (11 декабря 1895 г.р., эмигрировал в Сан-Франциско), Владимир (30 июля 1897 г.р.), Софья (3 июля 1894 г.р., умерла в 1917), Валентина (24 августа 1887 г.р.), Вера (9 августа 1901 г.р.), сын Всеволод (10 апреля 1893 г.р., умер в 1916). Надежда Игнатьевна с дочерью Верой и сыном Владимиром уехала из России в январе 1925 года в Италию, затем в Чехословакию.
Позже эта часть семьи воссоединилась с Борисом в Америке и сегодня потомки Владимира проживают в Сан-Франциско и Фэрфилде. Потомки Игнатия и Валентины проживают в Санкт-Петербурге и Москве. Сохранились дневники и воспоминания генерала А. Е. Эверта и Надежды Игнатьевны об обстоятельствах гибели мужа (хранятся у потомков и в частной коллекции).
Братья А. Е. Эверта:
- Сергей Ермолаевич (7 июня 1840 — 7 октября 1906). Окончил ИАХ, в 1863 получил звание свободного художника. В 1900 построил тюремную церковь в Верее. Владимирский губернский архитектор.
- Эверт Аполлон Ермолаевич (25 февраля 1845 — 13 августа 1911). Вероисповедание православное, женат, 3 детей, 30 марта 1898 стал генерал-майором. Сыновья: Георгий (уехал в эмиграцию, в Югославию) и Николай (погиб на фронте в 1915 г. Был женат на Нине Давыдовне, урождённой княжне Туманишвили. Потомки проживают в Зеленограде и Санкт-Петербурге).
- Эверт Александр Ермолаевич (1847 — 28 марта 1901), поручик. Дочь Эверт, Татьяна Александровна — солистка балета Большого театра, жена художника-графика Е. Г. Соколова, мать мемуаристки Н. Е. Семпер.

## Награды
Российские:
- Орден Святой Анны 4-й степени (1878);
- Орден Святого Станислава 3-й степени с мечами и бантом (1879);
- Орден Святой Анны 3-й степени (1885);
- Орден Святого Станислава 2-й степени (1888);
- Орден Святой Анны 2-й степени (1895);
- Орден Святого Владимира 4-й степени (1899);
- Орден Святого Владимира 3-й степени (1903);
- Орден Святого Станислава 1-й степени с мечами (ВП 28.02.1906);
- Золотое оружие «За храбрость» (ВП 18.06.1906);
- Орден Святой Анны 1-й степени (06.12.1907);
- Орден Святого Владимира 2-й степени (06.12.1912);
- Орден Святого Георгия 4-й степени (ВП 18.09.1914) «За отбитие атак неприятельских сил на гор. Люблин с 13-е по 21-е августа.»;
- Орден Святого Александра Невского с мечами (ВП 10.01.1915)[23];
- Орден Белого орла с мечами (ВП 10.01.1915);
- Орден Святого Георгия 3-й степени (ВП 08.10.1915).

Иностранные:
- Румынский Железный крест
- Бухарский Орден Короны (звезда расположена на фото ниже звезды ордена Святого Владимира 2-й степени)
- Японский орден Восходящего солнца 1-й степени
- Британский орден Бани 2-й степени
- Французский военный крест
- Французский офицерский большой крест ордена Почётного легиона
- Британский орден Святого Михаила и Святого Георгия 1-й степени с цепью
- Сербский орден звезды Карагеоргия с мечами 2-й степени
- Орден румынской звезды Большого креста

## Воспоминания современников
"Эверт отличается ужасным почерком в своих резолюциях. Буквы сами по себе громадные, но это одни палки. Он иногда так увлекается, что не может не опережать мыслью своих палок, и на этой почве происходит не только большая потеря времени его подчиненных на разбор написанного, но и курьезы. Недавно он вклеил ни к селу ни к городу в середину военной резолюции слово «Мария». Что такое? «Ах, я хотел написать армия»!… — Лемке М. К. 250 дней в царской ставке (Мн., 2003). 
В заключение моих впечатлений о бывших начальствующих лицах мне приходится менее всего сказать и двух командующих IV армией, с которой я начинал войну, о бароне Зальца и Эверте… Сухой, педантичный Эверт, давно известный в генеральном штабе как отличный, трудолюбивый начальник штаба всех категорий, так и остался начальником штаба в должности командующего, да и неудивительно, если почти вся его служба прошла на таких должностях — «род занятий предопределяет склад понятий». Умев отлично устроить тыл и внутренний порядок в подведомственных войсках, Эверт ничем не проявил себя, как стратег и полководец, и ничем не выделялся в этом отношении из среды посредственности. Как ближайший начальник и человек он был прекраснейший, скромный и благородный. В войсках его знали мало. — Соколов В. И. Заметки о впечатлениях участника войны 1914—1917 гг.

### Архивные источники
- Российский государственный военно-исторический архив. Ф.407, оп.1, д.17, л.35-35об.; Ф.409. П/с 191—885; Ф.2003, оп.2, д.1055, л.150-153.
- Российский государственный исторический архив. Ф.496, оп.3, д.36.